# Afritz am See
Afritz am See (slowenisch: Zobrce, bis Ende 1999 nur Afritz) ist eine Gemeinde mit 1480 Einwohnern (Stand 1. Jänner 2025) im Bezirk Villach-Land in Kärnten. Zwischen 1973 und Ende 1990 war Afritz Teil der Gemeinde Feld am See-Afritz.

## Geographie

### Geografische Lage
Die Gemeinde liegt im Gegendtal südlich des Afritzer Sees mitten in den Nockbergen.

### Gemeindegliederung
Die Gemeinde ist in die Katastralgemeinden Afritz und Berg ob Afritz gegliedert und umfasst folgende elf Ortschaften (in Klammern Einwohnerzahl Stand 1. Jänner 2025):
- Afritz (325)
- Afritz am See (24)
- Berg ob Afritz (113)
- Gassen (93)
- Kraa (276)
- Lierzberg (183)
- Möderboden (0)
- Scherzboden (342)
- Tassach (18)
- Tauchenberg (16)
- Tobitsch (90)

### Nachbargemeinden
Nachbargemeinden sind, von Norden beginnend im Uhrzeigersinn: Feld am See, Arriach, Treffen und Fresach.
|         | Feld am See                                 | Bad Kleinkirchheim (SP) |
| Fresach | Kompassrose, die auf Nachbargemeinden zeigt | Arriach                 |
|         | Treffen                                     |                         |

## Geschichte
Das Gegendtal wurde erst im Hochmittelalter besiedelt, die Sonnseite des Tales wurde bis ca. 1300 gerodet. Die Bezeichnung Gegend wurde 1308, Afritz 1450 erstmals urkundlich erwähnt, die Kirche St. Nikolaus in Afritz im Jahr 1516.
Das Gemeindegebiet gehörte zur Grafschaft Ortenburg und bildete ein eigenes Landgericht Afritz. Zur Zeit der napoleonischen Herrschaft wurde das Gegendtal dem Gerichtsbezirk Villach angeschlossen. Zwischen 1973 und Ende 1990 war Afritz Teil der Großgemeinde Feld am See-Afritz. 1991 wurde Afritz wieder selbständige Gemeinde und führt seit 1. Jänner 2000 den Namen Afritz am See, wenn auch der namensgebende Afritzer See großteils zur Nachbargemeinde gehört.

### Staatsbürgerschaft, Religion
Nach der Volkszählung 2001 hat die Gemeinde Afritz 1519 Einwohner (2005: 1487), davon 96,6 % österreichische Staatsbürger. 57,3 % bekennen sich zur evangelischen und 35,7 % zur römisch-katholischen Kirche, 1,0 % zum Islam. 4,4 % der Bevölkerung sind ohne religiöses Bekenntnis.

### Bevölkerungsentwicklung
| Afritz am See: Einwohnerzahlen von 1869 bis 2024          | Afritz am See: Einwohnerzahlen von 1869 bis 2024 | Afritz am See: Einwohnerzahlen von 1869 bis 2024 | Afritz am See: Einwohnerzahlen von 1869 bis 2024 | Afritz am See: Einwohnerzahlen von 1869 bis 2024 |
| --------------------------------------------------------- | ------------------------------------------------ | ------------------------------------------------ | ------------------------------------------------ | ------------------------------------------------ |
| Jahr                                                      |                                                  |                                                  |                                                  | Einwohner                                        |
| 1869                                                      | 1869                                             |                                                  | 789                                              | 789                                              |
| 1880                                                      | 1880                                             |                                                  | 840                                              | 840                                              |
| 1890                                                      | 1890                                             |                                                  | 873                                              | 873                                              |
| 1900                                                      | 1900                                             |                                                  | 911                                              | 911                                              |
| 1910                                                      | 1910                                             |                                                  | 968                                              | 968                                              |
| 1923                                                      | 1923                                             |                                                  | 897                                              | 897                                              |
| 1934                                                      | 1934                                             |                                                  | 983                                              | 983                                              |
| 1939                                                      | 1939                                             |                                                  | 968                                              | 968                                              |
| 1951                                                      | 1951                                             |                                                  | 1.171                                            | 1.171                                            |
| 1961                                                      | 1961                                             |                                                  | 1.246                                            | 1.246                                            |
| 1971                                                      | 1971                                             |                                                  | 1.426                                            | 1.426                                            |
| 1981                                                      | 1981                                             |                                                  | 1.442                                            | 1.442                                            |
| 1991                                                      | 1991                                             |                                                  | 1.401                                            | 1.401                                            |
| 2001                                                      | 2001                                             |                                                  | 1.519                                            | 1.519                                            |
| 2011                                                      | 2011                                             |                                                  | 1.413                                            | 1.413                                            |
| 2021                                                      | 2021                                             |                                                  | 1.428                                            | 1.428                                            |
| 2024                                                      | 2024                                             |                                                  | 1.454                                            | 1.454                                            |
| Quelle(n): Statistik Austria, Gebietsstand 1. Jänner 2021 |                                                  |                                                  |                                                  |                                                  |

## Kultur und Sehenswürdigkeiten

### Bauwerke

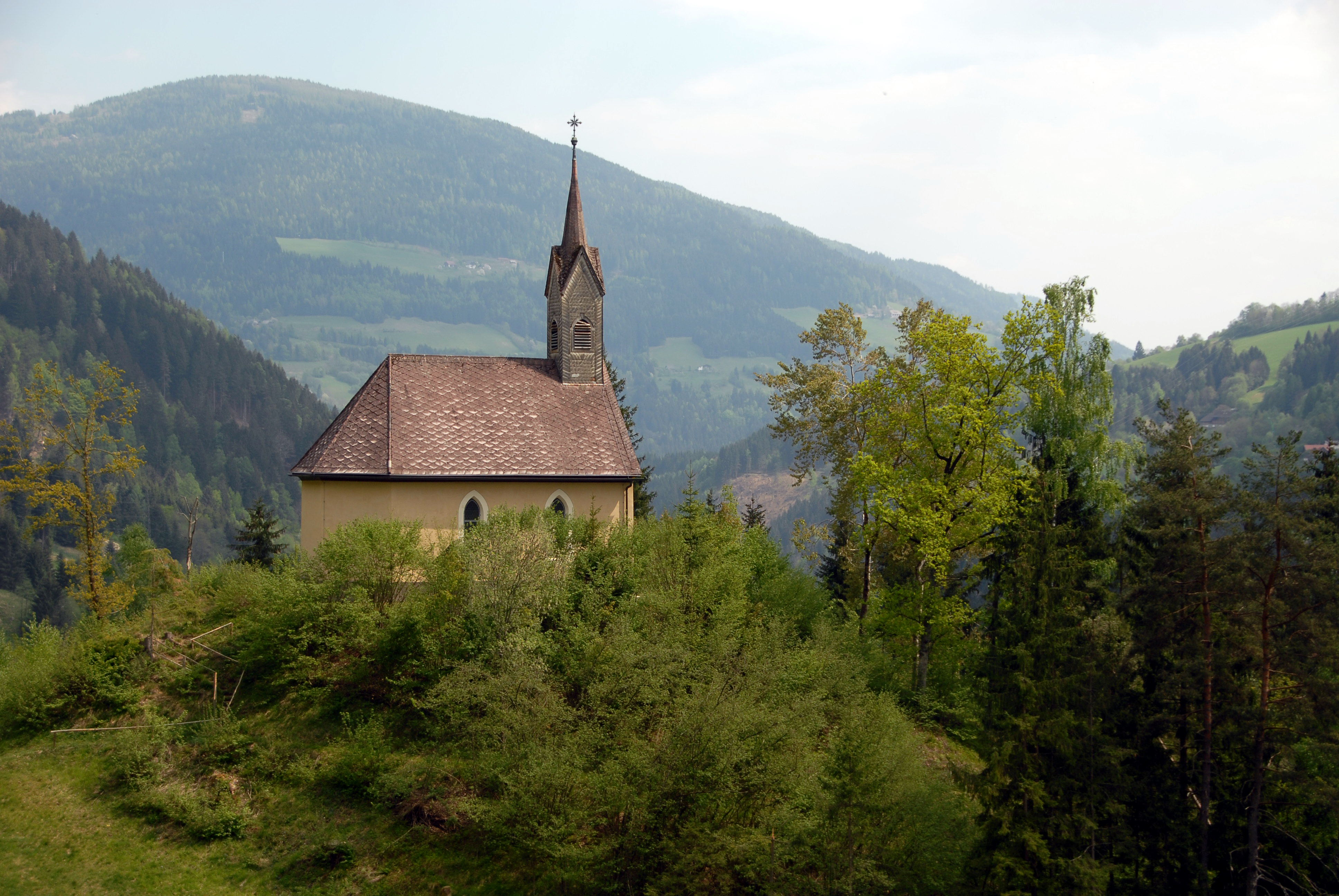
Kalvarienbergkapelle in Afritz

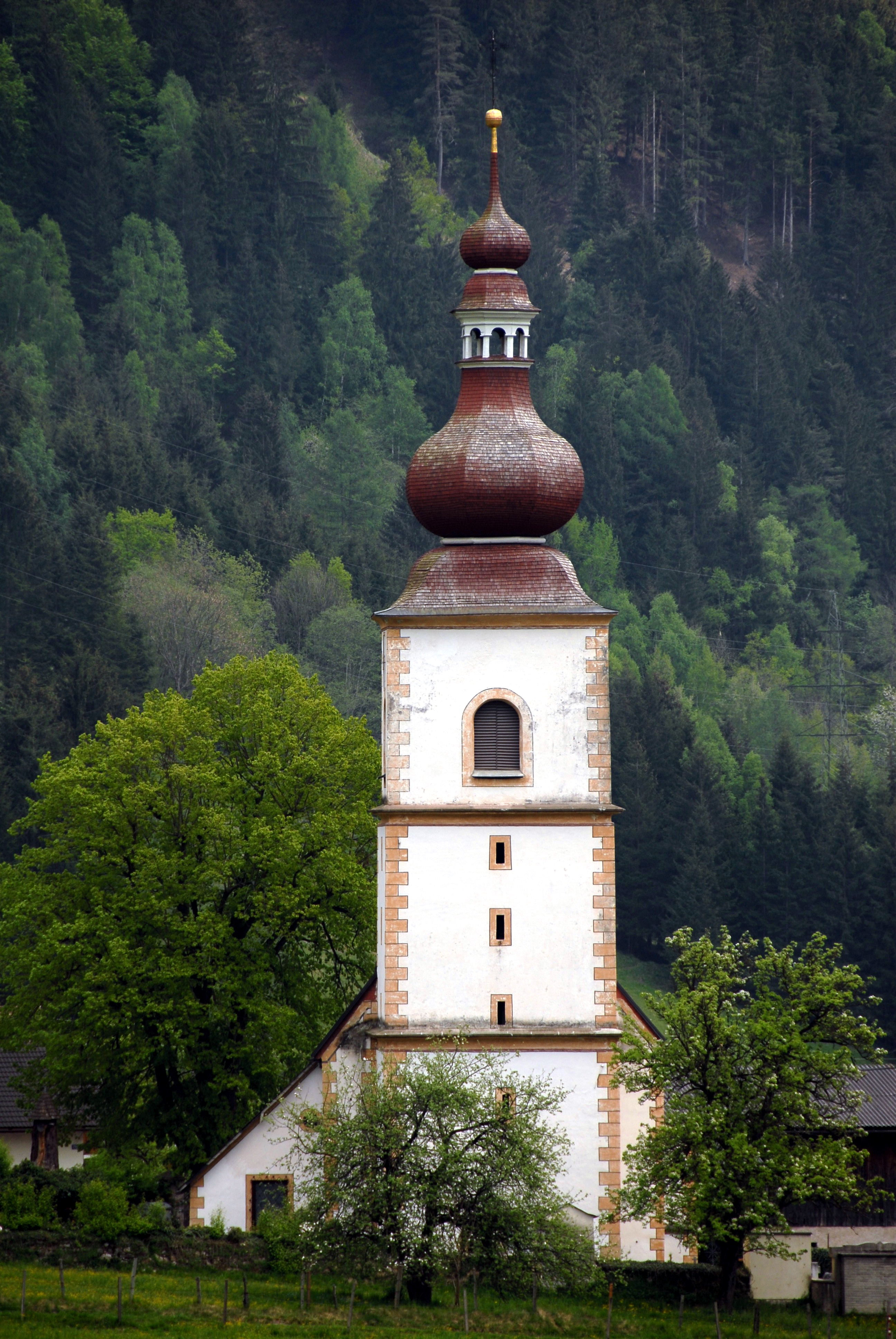
Pfarrkirche Heiliger Nikolaus

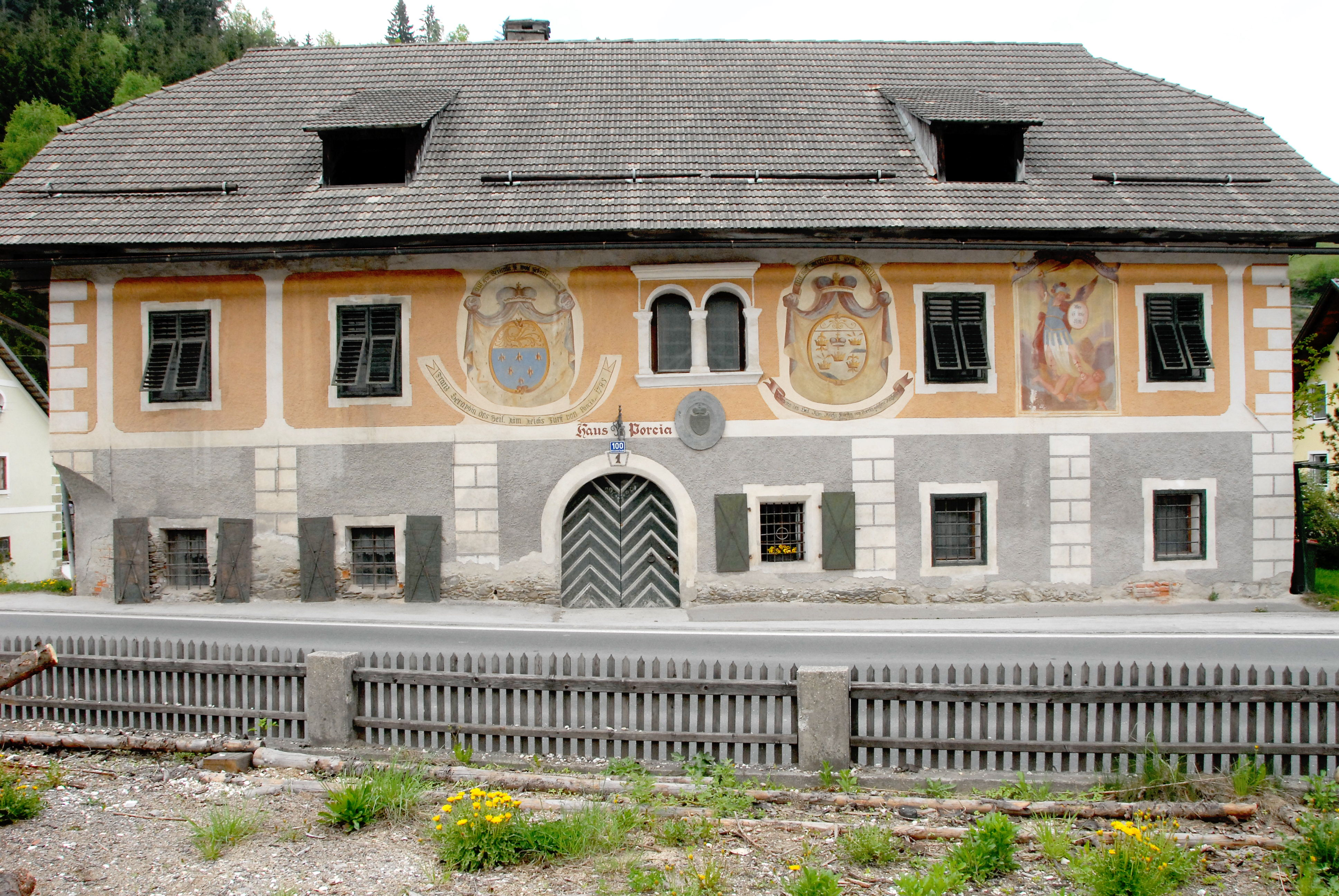
Haus Porcia in Gassen

- Katholische Pfarrkirche Hl. Nikolaus: Die Pfarrkirche ist ein gotischer, später zum Teil veränderter Bau am nordwestlichen Rand des Orts. Die erste urkundliche Erwähnung stammt aus dem Jahr 1512. Der dreigeschoßige Vorhallenturm mit barockem Zwiebelhelm und Laterne wurde 1716 fertiggestellt.
- Evangelische Kirche (Toleranzjubiläumskirche) westlich der Pfarrkirche wurde 1980 bis 1981 errichtet und 1981 geweiht.
- Haus Porcia in Gassen: Das ehemalige Pflegerhaus war von 1662 bis 1848 im Besitz der Grafen von Porcia, Sitz der Pfleger der Herrschaft Afritz. Der zweigeschoßige Renaissance-Bau mit ehemaligem durchgängigem Querflur in beiden Geschoßen und mit Alpendachstein gedecktem Schersparrendachstuhl mit beidseitigem Schopfwalm besitzt auskragende, offene Giebelwände mit verzierten Gangbrüstungen. Die Fassaden wurden um 1785 geschaffen, im 19. Jahrhundert aber neu gestaltet. Das Innere wurde nach 1956 stark verändert. Über dem Rundbogenportal befindet sich im ersten Stock ein gekuppeltes Mittelfenster, daneben das Wappen des Reichsfürsten Franz Seraphin von Porcia mit Inschrift, bezeichnet 1785. Rechts sichtbar das Wappen seiner Frau Barbara, Freiin von Jöchlingen. Ferner ein Wandbild Erzengel Michael im Kampf mit Luzifer. In beiden Kellerräumen und im Erdgeschoß (mit Ausnahme der Stube in der Südecke) gibt es Tonnengewölbe mit Stichkappen.

### Regelmäßige Veranstaltungen
- Kugelwölg´n: Das Kugelwölg´n ist ein Brauch, der in ähnlicher Form auch in anderen Kärntner Gemeinden (dort als Kugelwerfen, Stöckeln oder Kugelwalgn) üblich ist.[4] Bei diesem, in Afritz jährlich am Ostermontag veranstalteten Spiel versuchen zwei ausgestattete Mannschaften, das „Krasl“ (ein Stock, der auf drei Beinen steht, also eine Art Dreifuß), mit einer faustgroßen Kugel umzustoßen. Jeder Treffer bringt einen Punkt, das Krasl wird an einer anderen Stelle platziert, und jedes Team spielt an der Stelle weiter an der die Kugel zuletzt gelandet ist. Gestartet wird von einem Gasthof, dann geht es querfeldein bis zum nächsten Gasthof.

## Wirtschaft und Infrastruktur
Laut Arbeitsstättenzählung 2001 gibt es 54 Arbeitsstätten mit 172 Beschäftigten in der Gemeinde sowie 474 Auspendler und 78 Einpendler. Es gibt 68 land- und forstwirtschaftliche Betriebe (davon 25 im Haupterwerb), die zusammen 2.181 ha bewirtschaften (1999). Wirtschaftlich dominierend ist der Tourismus am Afritzer See.

### Wirtschaftssektoren
Die folgende Tabelle zeigt die Entwicklung der Anzahl der Betriebe und der Beschäftigten in den Wirtschaftssektoren:
| Wirtschaftssektor            | Anzahl Betriebe | Anzahl Betriebe | Anzahl Betriebe | Erwerbstätige | Erwerbstätige | Erwerbstätige |
| Wirtschaftssektor            | 2021            | 2011            | 2001            | 2021          | 2011          | 2001          |
| ---------------------------- | --------------- | --------------- | --------------- | ------------- | ------------- | ------------- |
| Land- und Forstwirtschaft 1) | 28              | 56              | 68              | 36            | 33            | 33            |
| Produktion                   | 12              | 10              | 9               | 48            | 32            | 40            |
| Dienstleistung               | 68              | 68              | 45              | 217           | 159           | 115           |

1) Betriebe mit Fläche in den Jahren 2010 und 1999, Arbeitsstätten im Jahr 2021

### Verkehr
Die Verkehrsanbindung erfolgt über die Millstätter Straße (B 98).

## Politik

### Gemeinderat
Der Gemeinderat von Afritz hat 15 Mitglieder.
- Er setzte sich nach der Gemeinderatswahl 2015 wie folgt zusammen: 7 FPÖ, 6 SPÖ, 2 ÖVP[9]
- Er setzt sich nach der Gemeinderatswahl 2021 wie folgt zusammen: 7 FPÖ, 6 SPÖ, 2 ÖVP.[10]

### Bürgermeister
- seit 2003 Maximilian Linder (FPÖ)[11]

### Wappen
Afritz war 1960 der Wappenschild der Fürsten Porcia, den langjährigen Gerichts- und Grundherren, mit einem Wassermann als Schildhalter verliehen worden und trat mit der Zusammenlegung mit Feld am See 1973 zunächst außer Gebrauch, wurde aber ein Jahr später – ohne den schildhaltenden Wassermann – der neu konstituierten Großgemeinde Feld am See verliehen.
Das heutige Afritzer Wappen wurde der Gemeinde im Zuge der Wiederverselbständigung am 18. September 1992 verliehen. Ihm liegt zwar weiterhin der Schild der Fürsten von Porcia zugrunde, allerdings wurde die Zahl der Lilien auf fünf reduziert und diese in zwei Reihen angeordnet. Hinzu kam das Herz-Lilien-Ornament als lokale Komponente, es ist dem Tauffries der Afritzer Pfarrkirche nachempfunden.
Die amtliche Blasonierung des Wappens lautet:
„Über blauem Schild mit fünf (3:2) goldenen Lilien im goldenen Schildhaupt durchlaufend ein blauer Fries von abwechselnd aufwärts und abwärts gekehrten Herzen mit eingeschriebenen Lilien.“
Die Fahne ist Blau-Gelb mit eingearbeitetem Wappen.

## Historische Ereignisse
Am 29. August und am 4. September 2016 gingen im Ortsteil Kraa innerhalb weniger Tage zwei massive Muren ab. Der Tronitzerbach, der seinen Ursprung weit oberhalb von Afritz findet, hatte durch starke Gewitter in kürzester Zeit große Mengen an Geröll und Schlamm in die Talebene gebracht. Noch während der Unwetter am 4. September wurden einige Bewohner der betroffenen Stellen von einem Polizeihubschrauber evakuiert. Die Schlammmassen wurden mit Hilfe der freiwilligen Feuerwehr, des Bundesheeres und vieler freiwilliger Helfer beseitigt. An den Aufräumarbeiten war auch ein Blackhawk des Bundesheeres beteiligt.

## Persönlichkeiten
- Mischa Krausz (* 1954), österreichischer Musiker
- Rudolf Leeb (* 1958), österreichischer Kirchenhistoriker und Hochschullehrer
- Claudia Strobl (* 1965), österreichische Skirennläuferin
- Helmut Mayer (* 1966), österreichischer Skirennläufer, Silbermedaille bei den Olympischen Spielen in Calgary
- Matthias Mayer (* 1990), österreichischer Skirennläufer, Olympiasieger 2014, 2018 und 2022
- Lisa Huber (* 1959),  Bildende Künstlerin.